# نیروگاه هسته‌ای هانول
نیروگاه هسته‌ای هانول که پیشتر معروف به نیروگاه هسته‌ای اولجین (به کره‌ای: 울진원자력발전소) (کرۀ جنوبی، استان جئونسانگبوک-دو در شهر یونگجو، بنیانگذاری ۱۹۸۸)، یکی از نیروگاه‌های کشور کرۀ جنوبی و سومین نیروگاه بزرگ هسته‌ای جهان، از گونۀ رآکتور آب فشرده با ظرفیت تولید ۵،۸۸۱ مگاوات شامل ۶ رآکتور آب فشرده است.
نیروگاه هانول، شامل ۱ رآکتور ۹۴۲ مگاواتی، ۱ رآکتور ۹۴۵ مگاواتی، ۱ رآکتور ۹۹۴ مگاواتی، ۱ رآکتور ۹۹۸ مگاواتی و ۲ رآکتور ۱،۰۰۱ مگاواتی است.
نام این نیروگاه در سال ۲۰۱۳، از اولجین به هانول تغییر یافت.

## ساخت ۲ رآکتور دیگر در سال ۲۰۱۸
نیروگاه هانول در حال ساخت ۲ رآکتور ۱،۳۵۰ مگاواتی مدل APR-۱۴۰۰ است که با بهره‌برداری از این دو واحد، مجموع ظرفیت تولید این نیروگاه به ۸،۵۸۱ مگاوات خواهد رسید.
رآکتور APR-۱۴۰۰ از نوع رآکتور آب فشرده نسل سوم با ظرفیت ناخالص ۱،۴۰۰ مگاوات است. انتظار می‌رود هزینهٔ این رآکتورها حدود ۶ میلیارد دلار باشد و ساخت آن‌ها در سال ۲۰۱۸ به پایان برسد.